# SINGLE 1
『SINGLE 1』（シングル ワン）は、[Alexandros]の通算21枚目のシングル。2024年5月15日にユニバーサルミュージックから発売された。

## 概要
- CDシングルとしては、前作『Rock The World/日々、織々』から約2年振りのリリース[7]。その間に、配信シングルとしては「閃光 [Live at よよたい]」「閃光 [TeddyLoid Remix]」「VANILLA SKY (feat. WurtS)」「todayyyyy」の4作の配信限定シングルがリリースされており、そのうち「todayyyyy」は本作の3曲目に収録されている。
- 2023年開催の対バンツアー「THIS SUMMER FESTIVAL TOUR '23」より7曲分のパフォーマンス映像を収めたBlu-rayまたはDVDが付属する初回限定盤と、CDのみからなる通常盤の3形態で発売[8][9]。初回限定盤には、本作のパッケージを模したキーホルダーが付属した[10]。
- 本作においては、明確な表題曲は定められていない。
- 「SINGLE 1」というタイトルはシングルのタイトルを決めなければならなかったが1曲目をどの曲にするかが明確に決まっていなかったため川上が「じゃあSINGLE 1で」と言い放ち、それが採用された事から「SINGLE 1」に決定した。さらにこのタイトルにすることによって「SINGLE 2」や「SINGLE 3」を出す伏線にもなるかもしれないと語っている。実際に同年9月に「SINGLE 2」、翌年2月に「SINGLE 3」がリリースされた。
- アートワークはクリエイター集団・kidzfrmnowhere.が担当した[11]。
- 2024年3月17日に青山学院大学にて開催されたライブ「Back To School!! celebrating Aoyama Gakuin's 150th Anniversary」終演後のスクリーンにて本作のリリースとツアー「SINGLE 1 TOUR」の開催が発表された[7]。
- 初週およそ11060枚を売り上げ、オリコン週間シングルランキングでは7位、Billboard JAPAN Top Singles Salesでは6位にランクインした。

## 収録内容

### CD
| 全作詞・作曲: 川上洋平。 |                      |          |            |       |
| #                        | タイトル             | 作詞     | 作曲・編曲 | 時間  |
| 1.                       | 「冷めちゃう」       | 川上洋平 | 川上洋平   | 02:36 |
| 2.                       | 「アフタースクール」 | 川上洋平 | 川上洋平   | 03:24 |
| 3.                       | 「todayyyyy」        | 川上洋平 | 川上洋平   | 03:49 |
| 4.                       | 「Girl A (:D)」      | 川上洋平 | 川上洋平   | 04:11 |

### DVD/Blu-ray
| #  | タイトル                                                                      | 作詞 | 作曲・編曲 |
| -- | ----------------------------------------------------------------------------- | ---- | ---------- |
| 1. | 「Underconstruction」                                                         |      |            |
| 2. | 「Yeah Yeah Yeah ～ Girl In A Black Leather Jacket ～ Revolution, My Friend」 |      |            |
| 3. | 「Baby's Alright」                                                            |      |            |
| 4. | 「VANILLA SKY (feat. WurtS)」                                                 |      |            |
| 5. | 「de Mexico」                                                                 |      |            |
| 6. | 「踊り子」(Vaundyの楽曲のカバー)                                              |      |            |
| 7. | 「お子さまプレート」(go!go!vanillasの楽曲のカバー)                            |      |            |

## 楽曲解説
1. 冷めちゃう
  - 本作のリード曲[12]。
  - 川上曰く、タイトルの「冷めちゃう」は歌詞の執筆中に思いついた言葉だという[13]。メンバーやスタッフらに反対されたら他のタイトルに変更しようと考えていたが、特に反対もなくこのタイトルに決定となった[13]。
  - 2024年5月4日放送のTOKYO FM系「おと、をかし」にて初オンエアされた[13]。
2. アフタースクール
  - テレ東系「WBS ワールドビジネスサテライト」エンディングテーマ曲[10]。
3. todayyyyy
  - スマホゲーム『モンスターストライク』コラボレーションソング[10]。
  - 2023年12月29日に配信リリースされた楽曲。
  - 磯部は本楽曲で初めてシンセベースを演奏している[14]。
4. Girl A (:D)
  - 2016年発表の楽曲「Girl A」を全編再録したもの[15]。
  - 2024年5月11日放送のTOKYO FM系「おと、をかし」にて初オンエアされた[15]。